# Grecja na Letniej Uniwersjadzie 2009
Grecję na Letniej Uniwersjadzie w Belgradzie reprezentowało 73 zawodników. Grecy nie zdobyli żadnego medalu.
Sporty drużynowe w których Grecja brała udział:
| Dyscyplina  | Mężczyźni | Kobiety |
| Koszykówka  | ✔         |         |
| Piłka nożna |           |         |
| Piłka wodna | ✔         |         |
| Siatkówka   |           |         |